# Aragonski dvorac
Aragonski dvorac (tal. Castello Aragonese) je dvorac pokraj Ischie (jednog od Flegrejskih otoka), na sjevernom kraju Napuljskog zaljeva, Italija. Dvorac stoji na vulkanskom stjenovitom otočiću koji je nasipom povezan s većim otokom Ischia (tal. Ponte Aragonese).
Prvi dvorac sagradio je Hiero I. od Sirakuze 474. pr. Kr. U isto vrijeme izgrađena su dva tornja za kontrolu kretanja neprijateljskih flota. Stijenu su tada zauzeli Partenopejani (stari stanovnici Napulja). Godine 326. prije Krista tvrđavu su zauzeli Rimljani, a zatim ponovno Partenopejanci. Godine 1441. Alfonso V. od Aragona spojio je stijenu s otokom kamenim mostom umjesto dotadašnjim drvenim mostom i utvrdio zidine kako bi obranio stanovništvo od napada gusara.
Oko 1700. godine na otočiću je živjelo oko 2000 obitelji, uključujući samostan klarisa, opatiju bazilijanskih redovnika (Grčke pravoslavne crkve), biskupa i sjemenište, kneza s vojnom posadom. Bilo je i trinaest crkava. Godine 1809. britanske trupe opsjele su otok, tada pod francuskim zapovjedništvom, i granatirale ga do gotovo potpunog uništenja. Godine 1912. dvorac je prodan privatnom vlasniku. Danas je kaštel najposjećeniji spomenik otoka. 
Pristupa mu se kroz tunel s velikim otvorima kroz koje ulazi svjetlost. Duž tunela nalazi se mala kapelica posvećena Ivanu Josipu od Križa (tal. San Giovan Giuseppe della Croce), zaštitnika otoka. Izvan dvorca su Crkva Bezgrešne i Katedrala Assunta. Prva je sagrađena 1737. na mjestu manje kapele posvećene svetom Franji, a zatvorena je nakon gašenja samostana 1806. kao i samostana klarisa.
Dvorac je korišten kao Rizina 'Utvrđena tvrđava' u filmu Ljudi u crnom: Globalna prijetnja iz 2019. Također je spomenuto u knjizi Šesto izumiranje: neprirodna povijest.

## Vanjske poveznice
|  | Zajednički poslužitelj ima još gradiva o temi Aragonski dvorac |